# Louis Claude Cadet de Gassicourt
Louis Claude Cadet de Gassicourt (dt. Ludwig Claudius Cadet) (* 24. Juli 1731 in Paris; † 17. Oktober 1799 ebenda) war ein französischer Chemiker und Apotheker. Er synthetisierte 1760 die erste metallorganische Verbindung.

## Leben
Er war erster Apotheker und Senior des königlichen Pariser Invaliden-Hospitals und Oberinspektor der Apotheken der französischen Militärhospitäler. Später wurde er Direktor der Porzellanmanufaktur in Sèvres.
1771 heiratete Cadet de Gassicourt Marie Thérèse Françoise Boisselet, eine ehemalige Mätresse von Ludwig XV. Ludwig XV. ist sehr wahrscheinlich auch der Vater von Charles Louis Cadet von Gassicourt (1769–1821).
Cadet de Gassicourt war Freimaurer.

## Werk
Im Jahre 1760 arbeitete Cadet de Gassicourt an unsichtbaren Tinten („Geheimtinten“) auf der Basis von Cobalt-Salzen. Die von ihm verwendeten Cobalt-Mineralien waren jedoch mit Arsenik verunreinigt. Bei der Destillation der Mineralien zusammen mit Kaliumacetat, bildete sich Tetramethyldiarsin; eine äußerst widerlich riechende, hochgiftige Verbindung. Die Verbindung wurde zunächst als „Cadets Flüssigkeit“ oder „Cadet'sche rauchende Flüssigkeit“ (liqueur fumante de Cadet) bezeichnet. Jöns Jakob Berzelius nannte die Verbindung später Kakodyl (griech. kakados „stinkend“). Es war die erste historisch belegbare Synthese einer metallorganischen Verbindung. Die Zusammensetzung des Kakodyls wurde erst 83 Jahre später von Robert Wilhelm Bunsen aufgeklärt.
Cadet übersetzte das Werk des Straßburger Chemikers Jacob Reinbold Spielmann (1722–1783) aus dem Lateinischen ins Französische.

## Ehrungen
1761 wurde er zum Mitglied der Deutschen Akademie der Naturforscher Leopoldina gewählt. 1766 wurde er in die Académie des sciences aufgenommen. Seit 1787 war er gewähltes Mitglied der American Philosophical Society.

## Veröffentlichungen (Auswahl)
- C.L. Cadet de Gassicourt, Versuche, welche zum Beweise dienen, daß in dem Borax ein kupferiges und arsenicalisches Wesen nebst einer glasachtigen Erde vorhanden sey. In: Neues Hamburgisches Magazin., 4. Bd., 19. St, 1768, S. 338–357.
- C.L. Cadet de Gassicourt, Versuche, woraus wahrscheinlich dargethan werden kann, daß eine glasachtige Erde wirklich in dem Borax vorhanden sey. In: Neues Hamburgisches Magazin., 4. Bd., 19. St, 1768, S. 358–368.